# Erchemperto
Erchemperto (... – post 887) fu un monaco benedettino e storico longobardo, noto soprattutto come autore della Historia Langobardorum Beneventanorum, importante fonte primaria della storia della Langobardia Minor.

## Biografia
Della sua vita non si sa quasi nulla, se non le scarne notizie che egli ha lasciato in vari punti della sua opera: si ignora dove e quando sia nato, e da quale famiglia avesse origine; non si conosce dove abbia compiuto gli studi né il luogo e l'epoca in cui maturò e realizzò la sua scelta di vita monastica. Le notizie tramandate dal cronista Leone Ostiense, storico dell'abbazia di Montecassino del XII secolo, tra cui l'iniziazione agli studi religiosi in tenera età a Montecassino, sono frutto di fraintendimenti del materiale d'archivio da lui utilizzato.
Un punto fermo cronologico risale all'estate 881: in quell'epoca, come egli stesso ci informa, Erchemperto era uomo già adulto, ma non ancora monaco. Era in occasione dell'assedio di Pandenolfo di Capua al Castrum Pilanum, il castello di Pilano, oggi distrutto, allora situato nella Contea di Teano (in una località non ancora individuata, poco lontana dal luogo dove sorgerà Conca della Campania). Nel frangente della capitolazione del castrum, avvenuta per tradimento, Erchemperto subì una cocente umiliazione: il 23 agosto 881 fu spogliato dei beni, non meglio precisati, da lui posseduti fin dall'infanzia, e quindi costretto a una sofferta deportazione, sospinto a piedi fino a Capua.
Dovette entrare a far parte dell'abbazia di Montecassino in una data imprecisata di quegli stessi primi anni ottanta, visto che, con certezza,  lo si ritrova ben inserito in quella comunità monastica poco dopo la metà del decennio: nell'anno 886, infatti, dopo essere scampato a un agguato banditesco grazie al pagamento di un riscatto, Erchemperto fu inviato in missione diplomatica a Napoli per tentare, senza successo, di recuperare i beni estorti ai monaci dai banditi. Non gode più di credito la tesi di Hans-Walter Klewitz secondo cui Erchemperto, pur essendo personaggio in vista della badia di Cassiino (come dimostrato da questa ambasceria, a cui farà seguito una seconda) fosse un personaggio "extra claustra", cioè esterno rispetto alla vita comunitaria dell'abbazia.
Il ruolo di primo piano che ebbe nella comunità monastica è testimoniato anche da un'altra missione diplomatica presso papa Stefano V, di cui Erchemperto fu incaricato nell'887: lo scopo della missione era che il papa ponesse rimedio ai torti subiti dai monaci a opera di Atenolfo I di Capua, appena divenuto nuovo signore della città (la comunità si trovava allora a Capua avendo subito una diaspora dopo il saccheggio saraceno dell'abbazia del 4 settembre 883). Questa missione, questa volta coronata da successo, è anche l'ultima notizia che si possiede di Erchemperto, del quale da allora si perde ogni traccia. L'anno 887, quindi, è l'ultimo riferimento cronologico certo relativo alla sua vita.

## Opere

### Historia Langobardorum Beneventanorum
Erchemperto è noto soprattutto per la sua Historia Langobardorum Beneventanorum in cui narra le vicende del Principato di Benevento dal 787 all'889; lo stesso Erchemperto dichiara la sua ispirazione alla Historia Langobardorum di Paolo Diacono.

### Carme latino
Tra i suoi scritti si conta anche un breve carme, in 17 distici elegiaci, dedicato a un personaggio nel quale Georg Heinrich Pertz credette di individuare la figura di Landolfo (principe di Benevento, Capua e Salerno), e che la critica ha riconosciuto essere Aione II di Benevento. Un tempo il carme era ritenuto non opera di Erchemperto bensì parte integrante dell'anonimo Chronicon Salernitanum, contenuto nello stesso codice della Historia (Vaticano latino 5001); oggi, invece, lo si ritiene parte integrante della Historia Langobardorum Beneventanorum, della quale il carme costituiva l'introduzione e la dedica.

### Martyrologium Erchemperti
Altra sua opera è un martirologio, il Martyrologium Erchemperti.

### Attribuzioni spurie (Chronicon Salernitanum)
È invece totalmente priva di credito l'attribuzione a Erchemperto del Chronicon Salernitanum, anch'esso tramandato dal Ms. Vat. lat. 5001. Riportata da alcuni autori antichi, la congettura è oggi unanimemente respinta.